# Boardman Robinson
Boardman Robinson   (Nova Escòcia, 6 de setembre de 1876 - Stamford, 5 de setembre de 1952) va ser un pintor, il·lustrador i dibuixant estatunidenc nascut al Canadà.

## Biografia
Boardman Robinson va passar la seva infantesa a Anglaterra i Canadà, abans de traslladar-se a Boston a la primera meitat de la dècada del 1890, on va formar-se a l'Escola Normal. Després va estudiar al Massachusetts College of Art i, posteriorment, a l'Académie Colarossi i a l'École des Beaux-Arts, ambdues a París, on va ser influenciat per la caricatura política d'Honoré Daumier, així com per Jean-Louis Forain i Théophile Alexandre Steinlen.
El 1903, Robinson es va casar amb Sarah Senter Whitney. La parella es va traslladar a París on Robinson va treballar breument com a editor d'art per a Vogue, abans de tornar als Estats Units d'Amèrica (EUA) el 1904, per a treballar de forma independent com a il·lustrador i dibuixant per a diverses publicacions com ara Pearson's Magazine, Scribner's Magazine , Collier's o Harper's Weekly.
El 1910 va començar a treballar al New York Tribune, feina que va mantenir durant quatre anys fins a l'esclat de la Primera Guerra Mundial el 1914, quan les opinions polítiques antimilitaristes cada cop més radicals de Robinson el van portar a un conflicte amb la línia editorial de la publicació.

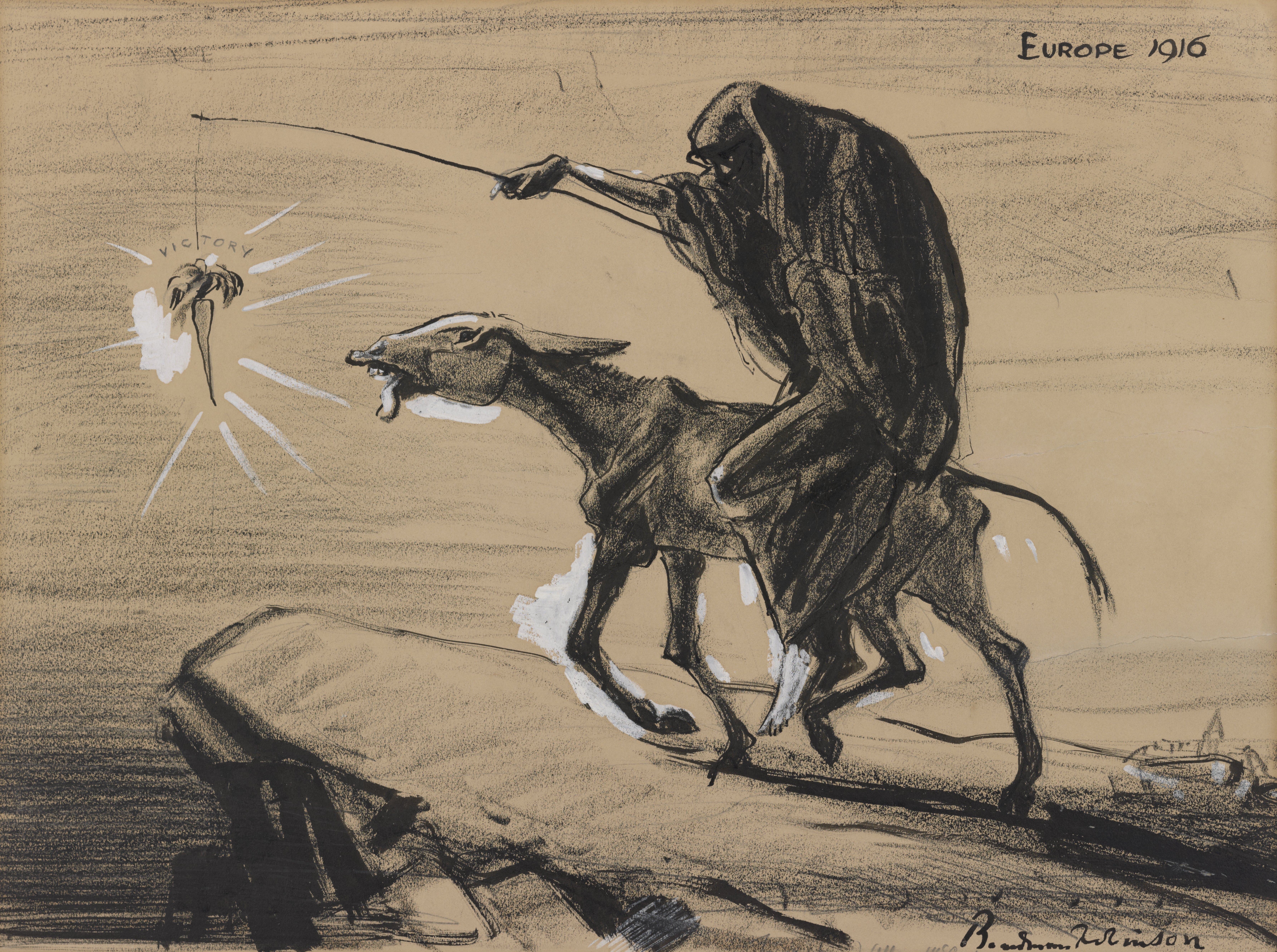
Europe 1916

El 1915 Robinson va viatjar a Europa de l'Est en representació del Metropolitan Magazine juntament amb el periodista John Reed. La parella va conèixer de primera mà els efectes de la guerra a Rússia, Sèrbia, Macedònia i Grècia. El 1916, el relat del viatge de Reed es va recopilar en un llibre anomenat The War in Eastern Europe, al qual Robinson va contribuir-hi amb les il·lustracions.
Al seu retorn d'Europa, Robinson va treballar a la publicació socialista The Masses. Les autoritats governamentals van considerar que les seves caricatures polítiques, així com la posició general contra la guerra de The Masses, violaven la recentment aprovada Llei d'Espionatge de 1917, i The Masses va ser clausurada. Robinson, juntament amb els altres acusats, van ser absolts el 5 d'octubre de 1918. Després de The Masses, Robinson es va convertir en editor col·laborador de The Liberator i New Masses, treballant amb l'antic editor de The Masses Max Eastman.
Més endavant, Robinson va ensenyar art a l'Art Students League de Nova York (1919–30) i va dirigir el Colorado Springs Fine Arts Center (1936–47). Robinson també és conegut com a muralista. Alguns dels seus treballs poden veure's al Rockefeller Center i a l'edifici del Departament de Justícia de Washington DC. També va il·lustrar diversos llibres, entre ells: Fulles d'herba de Walt Whitman (1921), Els germans Karamàzov de Fiódor Dostoievski (1933), Spoon River Anthology d'Edgar Lee Masters (1941) i Moby Dick de Herman Melville (1942).